# YARD
有限会社YARD（英文社名；YARD Ltd.）は、東京都渋谷区に本社を置く日本の広告代理店、広告・映像制作会社、アパレルメーカー、芸能プロダクション。

## 概要
代表取締役の中山徹は、株式会社ビッグアップル出身者である。広告代理業および広告・映像制作を主な事業としており、アートディレクターである遠山郁生がほとんどの作品に携わっている。また、アパレルブランド「スイコミアンダーグラウンド（Suicommi Underground）」の運営会社でもある。アーティストも数名所属しており、主に大阪市都島区に所在するボーカル&ダンススクール「キャレス」出身者が所属している。

## 製作

### 広告・CM
※ポートフォリオも含む
- ナイキ「RUN TOGETHER」
- ナイキ「Women's Training」
- ナイキ「Make Yourself」
- ナイキ「ソクシメノ術」
- ドワンゴ「いろメロミックス」
- ユニリーバ「Axe」
- リーバイス「Levi's 501 Live Umbuttoned」
- シップス「Advantage cycle」
- kissmark「Mark Yourself」
- 明環真珠[1]
- リーバイス「Levi's 501 STAY TRUE」
- マツダ「MPV」
- アディダス「ワールドカップキャンペーン」
- ワイルドターキー
- ボンベイ・サファイア
- アディダス「フィーバーノヴァ」
- アディダス「Japanese F.I.T Shoes」
- コカ・コーラ「110th Anniversary」

### CD・アルバムジャケット
- 五島良子「シアンの羽根」（1999年1月27日、ユニバーサルミュージック）
- SCREAMING SOUL HILL「KEMURI」（2001年10月17日、ポニーキャニオン）
- SCREAMING SOUL HILL「Y'all、Let's get it」（2002年12月4日、ポニーキャニオン）
- 童子-T「In-mail feat.JUJU」（2003年3月5日、ユニバーサルJ）
- 童子-T「第三の男」（2003年4月2日、ユニバーサルJ）
- SCREAMING SOUL HILL「AVALANCHE」（2003年6月18日、ポニーキャニオン）
- DJ OASIS「マイク持つDJ」（2004年3月10日、ソニー・ミュージックレコーズ）
- LITTLE「I SING, I SAY」（2004年7月21日、ユニバーサルJ）
- LITTLE「はつ恋の 〜What's Going On〜 feat.トータス松本」（2005年5月18日、ユニバーサルJ）
- LITTLE「LIFE」（2005年6月22日、ユニバーサルJ）
- DJ OASIS「ウォーターワールド」（2005年7月27日、ソニー・ミュージックレコーズ）
- E☆STAR「EAST UP LINE STARS」（2006年8月9日、EMIミュージック・ジャパン）
- KEN THE 390「FANTASTIC WORLD」（2008年10月8日、rhythm zone）
- V.A.「Deepen」（2008年11月12日、おもちゃ工房）
- 清水翔太「Journey」（2008年11月26日、ソニー・ミュージックエンタテインメント）
- SPHERE「君といたい feat. 傳田真央」（2009年1月14日、ユニバーサルミュージック）
- 加藤ミリヤ×清水翔太「Love Forever」（2009年5月13日、MASTERSIX FOUNDATION）
- SADY & MADY「N2FU」（2009年5月13日、ユニバーサルミュージック）
- 加藤ミリヤ×清水翔太「FOREVER LOVE」（2010年2月3日、MASTERSIX FOUNDATION）
- 清水翔太「Journey」（2010年3月3日、ソニー・ミュージックエンタテインメント）
- Baby M「BABY M」（2010年6月30日、rhythm zone）
- SHUN（田中駿介）「AFTER SCHOOL」（2011年3月23日、Village Again）
- 加藤ミリヤ×清水翔太「BELIEVE」（2011年7月13日、ソニー・ミュージックエンタテインメント）

### ミュージックビデオ
- SCREAMING SOUL HILL「KEMURI」（2001年10月17日、ポニーキャニオン）
- SCREAMING SOUL HILL「Y'all、Let's get it」（2002年12月4日、ポニーキャニオン）
- SCREAMING SOUL HILL「AVALANCHE」（2003年6月18日、ポニーキャニオン）

### アパレル
- スイコミアンダーグラウンド（Suicommi Underground）
- スイコミアンダーグラウンド×JAMIE REID（Advantage cycle x JAMIE REID x suicommi underground）
- スイコミアンダーグラウンド×ニコニコ動画（2525 by Suicommi Underground）

## 所属アーティスト
- 加藤ミリヤ
- 清水翔太
- SHUN
- 竹中里奈[2]
- 青山テルマ
- 桜田美咲[2]
- 中島弥咲[2]
- 永山飛鳥[2] - ナルミヤシンデレラオーディション2006年度シンデレラ（グランプリ）
- 永山杏佳[2] - 同上
- 當山真鈴（當山みれい）[2]
- 久田莉子[2]
- BUZZ-ER.